# الدولة الحامية
 الدولة الحامية  عند هارولد لاسويل هي في ظل حضور الأزمة والتهديد والاستعداد الدائم للحرب الدولة التي تسيطر على كل سمات الحياة في المجتمع، وتوصف بالدكتاتورية والعنيفة والمتمركزة والمؤلفة، وبالدولة القوية قياسا بمجتمعها المنقسم أو الضعيف، وتظهر الدولة الحامية نتيجة للعيش تحت التهديد الدائم، وهذا ما يجعل من يسميهم لاسويل بـاختصاصيي العنف من الجنود، والشرطة، والاستخبارات ومساعديهم من المدنيين المجموعة الأقوى في المجتمع.
1. ↑  integrated
2. ↑  http://www.cssrd.org.lb/index.php?option=com_content&view=article&id=242:2015-11-25-20-33-02&catid=62:-151&Itemid=3